# Gabriël Metsustraat 7
Gabriel Metsustraat 7 te Amsterdam is een vrijstaand gebouw uit 1911 aan de Gabriël Metsustraat, Museumkwartier in Amsterdam-Zuid. Het gebouw staat tussen de Amerikaanse ambassade aan het Museumplein in de ingang van de Van Miereveldstraat.
Architect Christiaan Posthumus Meyjes sr. ontwierp voor deze buurt met stadsvilla’s een schoolgebouw in villavorm. Hij bediende zich van de bouwstijl Um 1800, voor een gebouw dat in leergang 1912/1913 betrokken werd door een Hogere Burgerschool van de "Amsterdamsche Vereeniging voor Middelbaar onderwijs aan Meisjes". In februari 1912 vond een eerste steenleggingplaats.. In de dwarsbalk boven de toegangsdeur is de naam te lezen "Amsterdamsche Schoolvereeniging"; een opleidingsinstituut dat hier vanaf 1919 tot 1931 gevestigd was, nadat de meisjesschool alweer vertrokken bleef.  Gedurende de Tweede Wereldoorlog zat hier het Nationalsozialistisches Kraftfahrkorps, de bevooradingseenheid voor de Duitse strijdkrachten. Na WO II bleef het gebouw onderdak bieden aan opleidingsinstituten zoals de Opleidingsschool voor Christelijk Maatschappelijk Werk (OCMA) en in de 21e eeuw is er een dependance gevestigd van de Lucia Marthas Institute for Performing Arts (LMIPA) van de Hanzehogeschool Groningen (gegevens april 2020).
Posthumus Meyjes kwam destijds met een school die voldeed aan de nieuwe eisen van licht en  lucht. Licht en lucht konden vanwege de grote raampartijen voldoende diep het gebouw binnendringen. Opvallend waren destijds de natuur- en scheikundelokalen en bijbehorend laboratorium. Een conciërgewoning maakte deel uit van het complex net als een verwarmingsketels en kolenbergplaats.
Vanaf de begane grond zijn zichtbaar een eerste, een tweede verdieping en een kap- en/of zolderverdieping. Doorheen alle gevels vindt een afwisseling plaats tussen baksteen en natuursteen, beginnend met een natuurstenen plint. Het dak wordt gevormd door een schilddak met shingles en/of leien. Onder de kroonlijst zijn eerst guirlandes zichtbaar en daaronder bevinden zich vijf traveeen in symmetrische opzet. In de middelste travee bevindt zich de toegang met dubbele houten deuren. De toegang wordt terzijde gestaan door dorische zuilen, die het bovenliggende balkon dragen. De deuren/glaspartij toegang gevend tot het balkon wordt omringd door een natuurstenen geheel, waarin lisenen, een fries en architraaf te vinden zijn. Die omlijsting draagt voorts nog twee vaasachtige objecten. Het balkon zelf is afwisselend dicht gewerkt en wel half open. Boven de genoemde vazen zijn twee uilachtige gevelversieringen aangebracht voor dat de daklijst/kroonlijst begint. Boven de daklijst/kroonlijst zijn verdiepinghoge dakkapellen geplaatst. De twee buitenste dakkapellen zijn omgeven door klauwstukken en driehoekige frontons. De middelste dakkapel ontbeert de klauwstukken met heeft een fronton in serlianavorm. Er raampartijen in voor- en zijgevels hebben een klassieke vensterverdeling.
Het gebouw werd in 1996 tot rijksmonument verklaard vanwege haar architectuur- en cultuurhistorische waarde, maar ook vanwege haar typologische waarde als schoolgebouw. De originele opdracht (gelijkend op villa) was ook een van de redenen het tot rijksmonument te verklaren. 

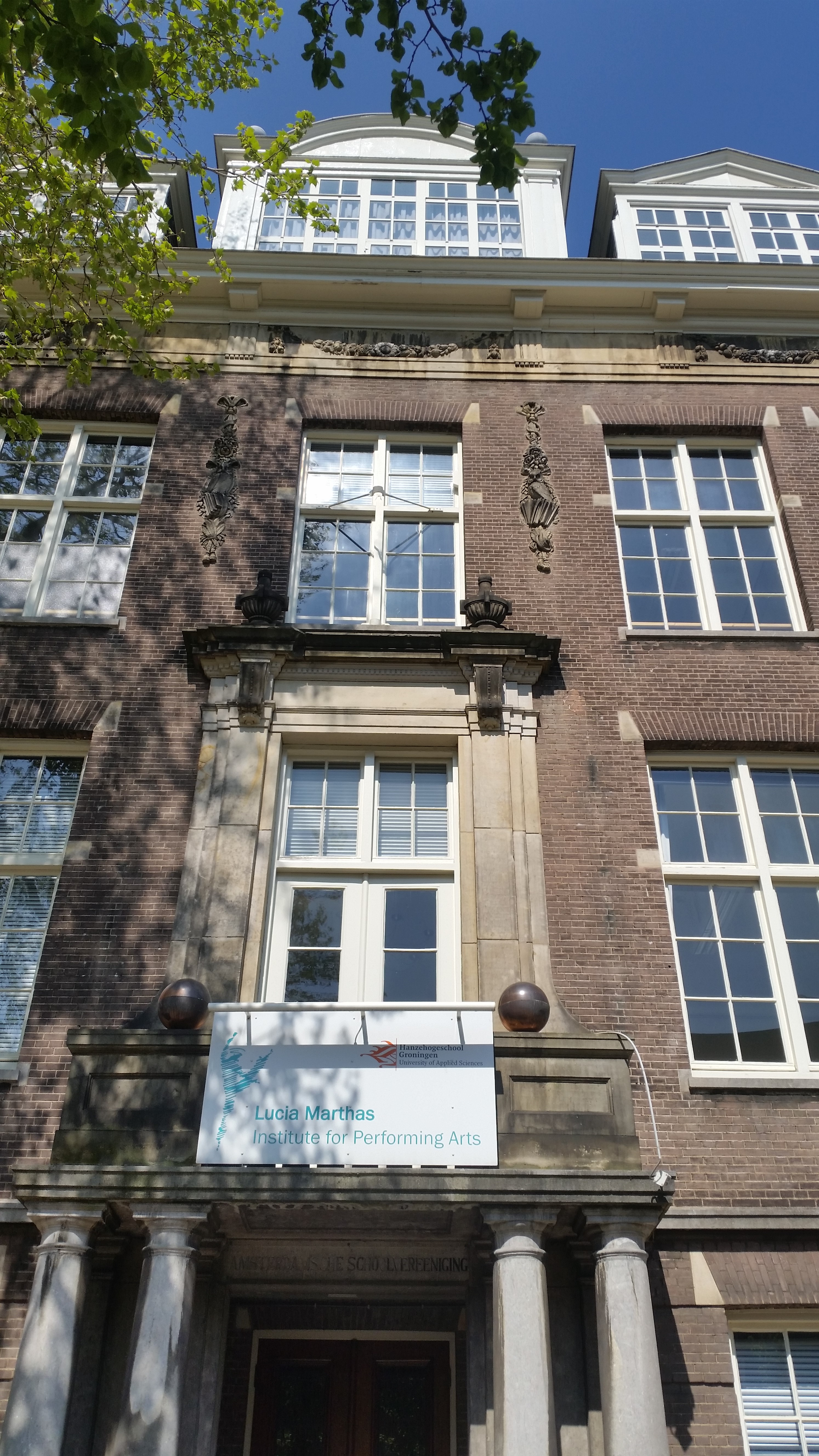
Middentravee (april 2020)